# Christianeum (Jimramov)
Christianeum je budova bývalého kláštera, která stojí v centru Jimramova na náměstí Jana Karafiáta.

## Historie
Budova kláštera byla postavena v letech 1885 – 1889 hrabětem Egbertem Belcredim k uctění památky jeho choti Kristiny, rozené Nosticové. Stavba byla provedena na místě jednoho z  nejstarších jimramovských domů, kde se říkalo podle rodu, který zde žil od 17. století, „u Tománků“. Do kláštera byly povolány řádové sestry, které dohlížely nad provozem dětské opatrovny a zároveň vedly školu ručních prací pro dívky již odrostlé obecné škole. V roce 1950 řádové sestry odešly a od té doby zde fungovala mateřská škola.

## Současnost
Po roce 1990 je objekt opět majetkem Belcrediů. V roce 1995 mateřská škola v budově skončila. Od roku 2003 se v prostorách bývalého kláštera nachází Fyzioterapeutické a školící centrum posturální terapie a Vojtovy metody. Jedná se o jediné rehabilitační centrum v republice, které poskytuje ambulantní i pobytovou léčbu v doprovodu rodinných příslušníků pro děti s dětskou mozkovou obrnou a pro pacienty s poraněním míchy. Zároveň slouží jako školící pracoviště pro fyzioterapeuty.